# 迪克霍夫
迪克霍夫（德語：Diekhof，發音：[ˈdiːkhoːf]）是德国梅克伦堡-前波美拉尼亚州罗斯托克县曾经的一个市镇，面积33.31平方千米，2017年12月31日人口为909人。2019年5月26日，迪克霍夫并入市镇拉格。